# Carlos Navarro Montoya
Carlos Fernando Navarro Montoya (Medellín, 26 febbraio 1966) è un ex calciatore colombiano naturalizzato argentino di ruolo di portiere.

## Carriera

### Club
Ha iniziato la sua carriera nel 1984 nel Vélez Sarsfield. Alfio Basile, tecnico del club in quel periodo, lo fece esordire in Primera División l'8 aprile di quell'anno in una gara contro il Temperley, poi vinta 1-0 con un gol di Carlos Bianchi.
Passò successivamente per un breve periodo all'Independiente Santa Fe de Bogotá (1986-1987). Nel 1987 tornò al Vélez e la stagione seguente si trasferì al Boca Juniors, dove giocò 396 delle sue 752 partite. Il 18 settembre 1988 debuttò nel Superclásico contro il River, partita vinta dal Boca per 2-0.
Nel 1996 debuttò nel calcio europeo nell'Extremadura (1996-1997), con cui trascorse una stagione. In Europa giocò anche per il Mérida (1997-1998) e per il Tenerife (1998-2000), sempre in Spagna.
Tornò in Sud America per giocare con il Concepción, e anche in Argentina nel Chacarita Juniors (2001-2003). Tornò anche in una grande squadra argentina, l'Independiente di Avellaneda, rimanendovi da titolare per una stagione. L'avvento di Óscar Ustari dalle giovanili fu il motivo principale per il mancato rinnovo del contratto.
Passò dunque al Gimnasia y Esgrima La Plata, dove giocò molto bene nel corso della stagione 2005-2006. Per un breve periodo si trasferì ai brasiliani dell'Atlético Paranaense (2006), per tornare poi in Argentina, al Nueva Chicago e all'Olimpo de Bahía Blanca, sua ultima squadra.

### Nazionale
Nel 1985 fu convocato nella Nazionale colombiana per giocare 3 partite. Successivamente, dopo la naturalizzazione argentina, queste 3 presenze gli impediranno di essere convocato nella Nazionale albiceleste.

## Palmarès

### Club

#### Competizioni nazionali
- Campionato argentino: 1

Boca Juniors: Apertura 1992

#### Competizioni internazionali
- Supercoppa Sudamericana: 1

Boca Juniors: 1989
- Recopa Sudamericana: 1

Boca Juniors: 1990
- Supercopa Masters: 1

Boca Juniors: 1992
- Copa de Oro: 1

Boca Juniors: 1993

### Individuale
- Calciatore argentino dell'anno: 1

1994